# Pakistan op de Olympische Zomerspelen 1956
Pakistan nam deel aan de Olympische Zomerspelen 1956 in Melbourne, Australië. Voor het eerst in de geschiedenis werd een medaille gehaald. De eer viel te beurt aan de Pakistaanse hockeyploeg die zilver won.

## Medailleoverzicht
| Sport  | Olympiër | Discipline | Medaille |
| ------ | --- | ---------- | -------- |
| Hockey | Abdul Hamid Latifur Rehman Qazi Abdul Waheed Zakir Hussain Munir Dar Manzoor Hussain Atif Akhtar Hussain Ghulam Rasul Anwar Ahmed Khan Habib Ali Kiddie Qazi Musarrat Hussain Aziz Naik Noor Alam Zafar Ali Khan Habibur Rehman Motiullah Mohammad Amin Ahmed Naseer Bunda | mannen     | Zilver   |

## Deelnemers en resultaten

### Atletiek
| Olympiër                                                  | Discipline               | Resultaat | Prestatie                                                                        |
| --------------------------------------------------------- | ------------------------ | --------- | -------------------------------------------------------------------------------- |
| Sharif Butt                                               | 100m (m)                 | 43e       | serie 11: 4de in 11,26                                                           |
| Abdul Khaliq                                              | 100m (m)                 | 9e        | serie 3: 2de in 10,97 kwartfinale 2: 2de in 10,78 halve finale 1: 4de in 10,93   |
| Ghulam Raziq                                              | 100m (m)                 | 43e       | serie 10: 6de in 11,26                                                           |
| Abdul Aziz                                                | 200m (m)                 | 55e       | serie 9: 5de in 22,98                                                            |
| Sharif Butt                                               | 200m (m)                 | 44e       | serie 4: 3de in 22,38                                                            |
| Abdul Khaliq                                              | 200m (m)                 | 7e        | serie 5: 1ste in 21,32 kwartfinale 1: 1ste in 21,34 halve finale 1: 4de in 21,58 |
| Abdullah Khan                                             | 400m (m)                 | DNS       | serie 1: 3de in 49,19 kwartfinale 1: niet gestart                                |
| Mahmood Jan                                               | 800m (m)                 | series    | serie 5: 6de in 1.59,5                                                           |
| Abdullah Khan                                             | 800m (m)                 | 19e       | serie 4: 5de in 1.52,6                                                           |
| Muhammad Anwar                                            | 1500m (m)                | DNS       | serie 3: niet gestart                                                            |
| Mahmoud Jan                                               | 1500m (m)                | 35e       | serie 2: 14de in 4.15,0                                                          |
| Kalim Khawaja Ghani                                       | 110m horden (m)          | 24e       | serie 2: 6de in 16,32                                                            |
| Ghulam Raziq                                              | 110m horden (m)          | 9e        | serie 1: 3de in 14,65 halve finale 2: 5de in 14,74                               |
| Kalim Khawaja Ghani                                       | 400m horden (m)          | 27e       | serie 2: 4de in 55,1                                                             |
| Muhammad Yaqub                                            | 400m horden (m)          | 18e       | serie 3: 5de in 53,1                                                             |
| Abdul Aziz Mohammad Sharif Butt Abdul Khaliq Ghulam Raziq | 4x100m (m)               | 8e        | serie 1: 3de in 41,42 halve finale 2: 5de in 40,78                               |
| Havildar Mohammad Aslam                                   | marathon (m)             | 22e       | 2:44.33                                                                          |
| Abdul Rashid                                              | marathon (m)             | 30e       | 2:57.47                                                                          |
| Ramzan Ali                                                | verspringen (m)          | 30e       | kwalificatie: 30ste met 6,13m                                                    |
| Mohammad Rashid                                           | verspringen (m)          | 17e       | kwalificatie: 17de met 7,11m                                                     |
| Ramzan Ali                                                | hink-stap-springen (m)   | 30e       | kwalificatie: 30ste met 13,90m                                                   |
| Mohammad Rashid                                           | hink-stap-springen (m)   | 31e       | kwalificatie: 31ste met 13,53m                                                   |
| Allah Ditta                                               | polsstokhoogspringen (m) | 15e       | kwalificatie: 15de met 4,00m                                                     |
| Mohammad Ayub                                             | discuswerpen (m)         | 19e       | kwalificatie: 19de met 44,88m                                                    |
| Jalal Khan                                                | speerwerpen (m)          | 17e       | kwalificatie: 17de met 65,35m                                                    |
| Mohammad Nawaz                                            | speerwerpen (m)          | 14e       | kwalificatie: 14de met 67,57m finale: 14de met 62,55m                            |
| Mohammad Iqbal                                            | kogelslingeren (m)       | 11e       | kwalificatie: 14de met 54,59m finale: 11de met 56,97m                            |

### Boksen
| Olympiër        | Discipline  | Resultaat | Prestatie                                                                    |
| --------------- | ----------- | --------- | ---------------------------------------------------------------------------- |
| Sam Harris      | -51kg (m)   | 17e       | 1ste ronde: V van GBR Sprinks: punten                                        |
| Rashid Ahmed    | -54kg (m)   | 9e        | 1ste ronde: vrij 2de ronde: V van ITA Sitri: punten                          |
| Maurice White   | -57kg (m)   | 9e        | 1ste ronde: vrij 2de ronde: V van ARG Falfán: scheidsrechterlijke beslissing |
| Rehmat Gul      | -63,5kg (m) | 17e       | 1ste ronde: V van ITA Nenci: scheidsrechterlijke beslissing                  |
| Bait Hussain    | -67kg (m)   | 9e        | 1ste ronde: V van HUN Dőri: punten                                           |
| Mohammad Safdar | -71kg (m)   | 9e        | 1ste ronde: V van BUL Nikolov: punten                                        |

### Gewichtheffen
| Olympiër            | Discipline  | Resultaat | Prestatie                                                                                 |
| ------------------- | ----------- | --------- | ----------------------------------------------------------------------------------------- |
| Habibur Rehman      | -56kg (m)   | DNF       | duwen: 12de met 80kg trekken: geen geldige poging stoten: 15de met 97,5kg totaal: 177,5kg |
| Mohammad Bashir     | -60kg (m)   | 18e       | duwen: 21ste met 72,5kg trekken: 20ste met 77,5kg stoten: 17de met 97,5kg totaal: 247,5kg |
| Mohammad Iqbal Butt | -82,5kg (m) | 10e       | duwen: 10de met 105kg trekken: 10de met 102,5kg stoten: 10de met 130kg totaal: 337,5kg    |

### Hockey
| Olympiër | Discipline | Resultaat | Prestatie |
| --- | ---------- | --------- | --- |
| Abdul Hamid Latifur Rehman Qazi Abdul Waheed Zakir Hussain Munir Dar Manzoor Hussain Atif Akhtar Hussain Ghulam Rasul Anwar Ahmed Khan Habib Ali Kiddie Qazi Musarrat Hussain Aziz Naik Noor Alam Zafar Ali Khan Habibur Rehman Motiullah Mohammad Amin Ahmed Naseer Bunda | mannen     | Zilver    | groep C: 1ste W van België: 2-0 W van Nieuw-Zeeland: 5-1 G van Duitsland: 0-0 halve finale: W van Groot-Brittannië: 3-2 finale: V van India: 0-1 |

| Groep C |               |             |             |             |             |            |            |            |        |
| #       | Land          | Wedstrijden | Wedstrijden | Wedstrijden | Wedstrijden | Doelpunten | Doelpunten | Doelpunten | Punten |
| #       | Land          | G           | W           | G           | V           | V          | T          | Saldo      | Punten |
| 1       | Pakistan      | 3           | 2           | 1           | 0           | 7          | 1          | +6         | 5      |
| 2       | Duitsland     | 3           | 1           | 2           | 0           | 5          | 4          | +1         | 4      |
| 3       | Nieuw-Zeeland | 3           | 1           | 0           | 2           | 8          | 10         | -2         | 2      |
| 4       | België        | 3           | 0           | 1           | 2           | 0          | 5          | -5         | 1      |

| Datum        | Ronde     | Plaats    | Land | Score            | Land |
| ------------ | --------- | --------- | ---- | ---------------- | ---- |
| Groepsfase   |           |           |      |                  |      |
| 23 november  | Melbourne | Pakistan  | 2-0  | België           |      |
| 27 november  | Melbourne | Pakistan  | 5-1  | Nieuw-Zeeland    |      |
| 29 november  | Melbourne | Duitsland | 0-0  | Pakistan         |      |
| Halve finale |           |           |      |                  |      |
| 3 december   | Melbourne | Pakistan  | 3-2  | Groot-Brittannië |      |
| Finale       |           |           |      |                  |      |
| 6 december   | Melbourne | India     | 1-0  | Pakistan         |      |

### Schietsport
| Olympiër             | Discipline                       | Resultaat | Prestatie                       |
| -------------------- | -------------------------------- | --------- | ------------------------------- |
| Zafar Ahmed Muhammad | 50m geweer 3 houdingen (m)       | 43e       | 999 punten: (389-353-257)       |
| Zafar Ahmed Muhammad | 50m geweer liggend (m)           | 44e       | 582 punten: (98-99-96-97-96-96) |
| Saifi Chaudhry       | 300m vrij geweer 3 houdingen (m) | 20e       | 267 punten: (84-0-183)          |
| Zafar Ahmed Muhammad | 50m pistool (m)                  | 31e       | 460 punten: (67-74-83-81-76-79) |

### Wielersport
| Olympiër                                                               | Discipline               | Resultaat | Prestatie                                            |
| Baan                                                                   | Baan                     | Baan      | Baan                                                 |
| ---------------------------------------------------------------------- | ------------------------ | --------- | ---------------------------------------------------- |
| Shahzada Shahrukh                                                      | sprint (m)               | 11e       | 1ste ronde serie 2: 3de 1ste ronde herkansingen: 2de |
| Saleem Mahmood Farooqi                                                 | tijdrit (m)              | 18e       | 1.20,8                                               |
| Shahzada Shahrukh Saleem Mahmood Farooqi Mohammad Naqi Malik Meraj Din | ploegenachtervolging (m) | 12e       | serie 1: V van Colombia: gedubbeld                   |
| Weg                                                                    |                          |           |                                                      |
| Saleem Farooqi                                                         | wegwedstrijd (m)         | DNF       | niet gefinisht                                       |
| Din Meraj                                                              | wegwedstrijd (m)         | DNF       | niet gefinisht                                       |
| Muhammad Naqi Mallick                                                  | wegwedstrijd (m)         | DNF       | niet gefinisht                                       |
| Shazada Muhammad Shah-Rukh                                             | wegwedstrijd (m)         | DNF       | niet gefinisht                                       |
| Shahzada Shahrukh Saleem Mahmood Farooqi Mohammad Naqi Malik Meraj Din | wegwedstrijd team (m)    | DNF       | niet gefinisht                                       |

### Worstelen
| Olympiër        | Discipline  | Resultaat   | Prestatie |
| Vrije stijl     | Vrije stijl | Vrije stijl | Vrije stijl |
| --------------- | ----------- | ----------- | --- |
| Abdul Aziz      | -52kg (m)   | 7e          | 1ste ronde: V van KOR Lee: val 2de ronde: W van AUS Flannery: 3-0 3de ronde: V van TUR Akbaş: val                                 |
| Zahur Din       | -57kg (m)   | 7e          | 1ste ronde: W van AUS Jameson: 3-0 2de ronde: V van KOR Lee: 1-2 3de ronde: V van URS Shakhov: val                                |
| Mohammad Nazir  | -62kg (m)   | 10e         | 1ste ronde: V van JPN Sasahara: 0-3 2de ronde: V van TUR Şit: 1-2                                                                 |
| Mohammad Ashraf | -67kg (m)   | 7e          | 1ste ronde: W van KOR Oh: val 2de ronde: V van MEX Tovar: 1-2 3de ronde: W van GBR Taylor: 3-0 4de ronde: V van URS Bestayev: val |
| Mohammad Latif  | -73kg (m)   | 7e          | 1ste ronde: V van GER Tischendorf: 0-3 2de ronde: vrij 3de ronde: V van RSA de Villiers: 0-3                                      |
| Mohammad Faiz   | -79kg (m)   | 13e         | 1ste ronde: V van FIN Punkari: val 2de ronde: V van TUR Atlı: val                                                                 |

### Zwemmen
| Olympiër        | Discipline           | Resultaat | Prestatie                  |
| --------------- | -------------------- | --------- | -------------------------- |
| Muhammad Ramzan | 1500m vrije slag (m) | DNS       | serie 4: niet gestart      |
| Nazir Ahmed     | 100m rugslag (m)     | 22e       | serie 1: 6de in 1.10,7     |
| Ghulam Rasul    | 200m schoolslag (m)  | DSQ       | serie 3: gediskwalificeerd |
| Ghazi Shah      | 200m vlinderslag (m) | 16e       | serie 3: 6de in 2.48,0     |

Afghanistan · Argentinië · Australië · Bahama's · België · Bermuda · Birma · Brazilië · Brits-Guiana · Bulgarije · Cambodja* · Canada · Ceylon · Chili · Colombia · Cuba · Denemarken · Duits eenheidsteam · Egypte* · Ethiopië · Fiji · Filipijnen · Finland · Frankrijk · Griekenland · Groot-Brittannië · Hongarije · Hongkong · Ierland · IJsland · India · Indonesië · Iran · Israël · Italië · Jamaica · Japan · Joegoslavië · Kenia · Liberia · Luxemburg · Malakka · Mexico · Nederland* · Nieuw-Zeeland · Nigeria · Noord-Borneo · Noorwegen · Oeganda · Oostenrijk · Pakistan · Peru · Polen · Portugal · Puerto Rico · Roemenië · Singapore · Sovjet-Unie · Spanje* · Taiwan · Thailand · Trinidad en Tobago · Tsjecho-Slowakije · Turkije · Uruguay · Venezuela · Verenigde Staten · Vietnam · Zuid-Afrika · Zuid-Korea · Zweden · Zwitserland*

*alleen deelgenomen in Stockholm